# Il figlio perduto di Roma
Il figlio perduto di Roma (Rome's Lost Son) è un romanzo storico di Robert Fabbri, ed è il sesto capitolo della saga Il destino dell'imperatore, che ha come protagonista Vespasiano. Uscito nel 2015, è stato poi pubblicato in Italia nel 2017. La trama del romanzo verte essenzialmente sugli eventi che portano alla salita al trono imperiale di Nerone. 

## Trama
Anno 51 d.C.
Dopo otto anni di guerre in Britannia, Carataco, il re condottiero dei Catuvellauni, è stato finalmente sconfitto e catturato dai romani, ma l'imperatore Claudio, invece di giustiziarlo, gli concede il perdono. Dietro a una simile decisione si nasconde Agrippina, la consorte dell'imperatore, che lo sta manipolando per favorire la successione del figlio Nerone. Il ruolo di Agrippina è effettivamente diviso tra due dei segretari e liberti di Claudio, ovvero Narciso e Pallante; il primo vuole cacciare Agrippina, mentre il secondo vuole salvarla, essendone l'amante. 
Vespasiano, scaduto il suo mandato di console, anziché ottenere una provincia viene inviato in Armenia, in una missione suicida: provocare lo scoppio di una guerra tra l'Impero Romano e quello Partico per il dominio sull'Armenia, perché al prossimo imperatore (Nerone) servirà una guerra vittoriosa per ottenere il favore del popolo, del senato e delle legioni. La missione, pur portata a termine con successo, ha una svolta imprevista quando Vespasiano viene catturato dai Parti a causa di un traditore. Dopo due anni di prigionia sarà liberato da due fidati amici; l'inseparabile guardia del corpo Magno e il fedele servitore Hormus.
Tornato a Roma, Vespasiano assiste alla fine dei suoi vecchi patroni, l'imperatore Claudio, avvelenato da Agrippina, i liberti Narciso e Callisto, morti rispettivamente di suicidio e di morte naturale. Al banchetto finale, per favorire la sua ascesa a imperatore, sia Britannico che il suo amico Tito, figlio di Vespasiano, rimangono avvelenati, ma il secondo è salvato dal padre e, sorprendentemente, anche da Carataco, il quale, pur avendo combattuto con Vespasiano per anni, ora ha deciso di aiutarlo per impedire che un secondo figlio di Roma perdesse la vita da innocente. Ormai, però, Vespasiano accarezza un sogno pericoloso: diventare il prossimo imperatore, non appena la dinastia Giulio Claudia si estinguerà.
Il libro è diviso in un prologo, ambientato a Ponto Eusino nel settembre del 51 d.C., e di quattro parti:
1. Roma, dicembre del 51 d.C.
2. Macedonia e Oriente romano, dicembre del 51 d.C.
3. L'impero partico, febbraio del 52 d.C.
4. Roma, ottobre del 54 d.C.

## Personaggi
- Vespasiano: protagonista della serie. In questo romanzo è inizialmente console.
- Sabino: fratello di Vespasiano.
- Vespasia: madre dei due protagonisti.
- Gaio Vespasio Pollone: zio materno dei protagonisti, in quanto fratello di Vespasia. Si dispera perché la madre e la moglie di Vespasiano vivono in casa sua e si odiano, coinvolgendolo nelle loro liti domestiche.
- Flavia: moglie di Vespasiano e madre dei suoi figli, Tito, Domiziano (futuri imperatori) e Flavia minore.
- Magno: capo della Fratellanza dei Crocevia, amico e alleato di Vespasiano.
- Hormus: schiavo di Vespasiano, ha origini armene.
- Corbulone: generale e politico romano, amico di Vespasiano. Con Magno ha rapporti decisamente conflittuali. In questo romanzo ha inizio la guerra che lo renderà un celebre condottiero dell'Impero Romano.
- Cenis: Amante di Vespasiano.
- Pallante: infedele liberto di Claudio, e amante della sua ultima moglie Agrippina, dopo essere stato al servizio di sua madre Antonia. Già nei romanzi precedenti è stato segretario imperiale insieme a Narciso e Callisto e i tre influenzano notevolmente le politiche del nuovo imperatore.
- Narciso: liberto di Claudio, segretario imperiale. In questo romanzo perde la vita.
- Callisto: liberto di Claudio, segretario imperiale. In questo romanzo perde la vita.
- Claudio: sebbene apparentemente idiota, inetto e balbuziente, è Imperator di Roma. Muore avvelenato dalla moglie, con l'appoggio di Pallante
- Agrippina: nipote di Claudio. Artefice della caduta di Messalina, diventerà nuova imperatrice col supporto di Pallade, suo amante. Nemica di Vespasiano e della sua famiglia.
- Nerone: figlio di Agrippina, pro nipote e figlio adottivo di Claudio. Diventerà imperatore di Roma alla fine del libro.
- Britannico: Figlio di Claudio e Messalina e amico di Tito, figlio di Vespasiano. Trova la morte alla fine del libro.
- Carataco: ex-re dei Catuvellauni e condottiero britannico, colui che ha guidato la resistenza contro i romani ed è poi stato sconfitto e catturato, ma viene perdonato dall'imperatore Claudio a inizio del libro.
- Triferna: ex regina di Tracia, ormai anziana, ma ancora affascinante, aiuta Vespasiano nel suo progetto di provocare la guerra tra Roma e la Partia.

## Edizioni
- Robert Fabbri, Il figlio perduto di Roma, traduzione di Rosa Prencipe, Newton Compton, 2 febbraio 2017,  p. 378, ISBN 978-88-227-0106-0.

- Robert Fabbri, Il figlio perduto di Roma, traduzione di Rosa Prencipe, tascabile, Gli Insuperabili Gold, Newton Compton, 2 febbraio 2017,  p. 378, ISBN 978-88-227-1760-3.